# Zej karibský
Zej karibský (Aplysia dactylomela) je druh mořského plže ze skupiny zadožábrých. Patří do čeledi zejovitých, jejíž zástupci jsou neformálně označováni jako mořští zajíci.

## Popis

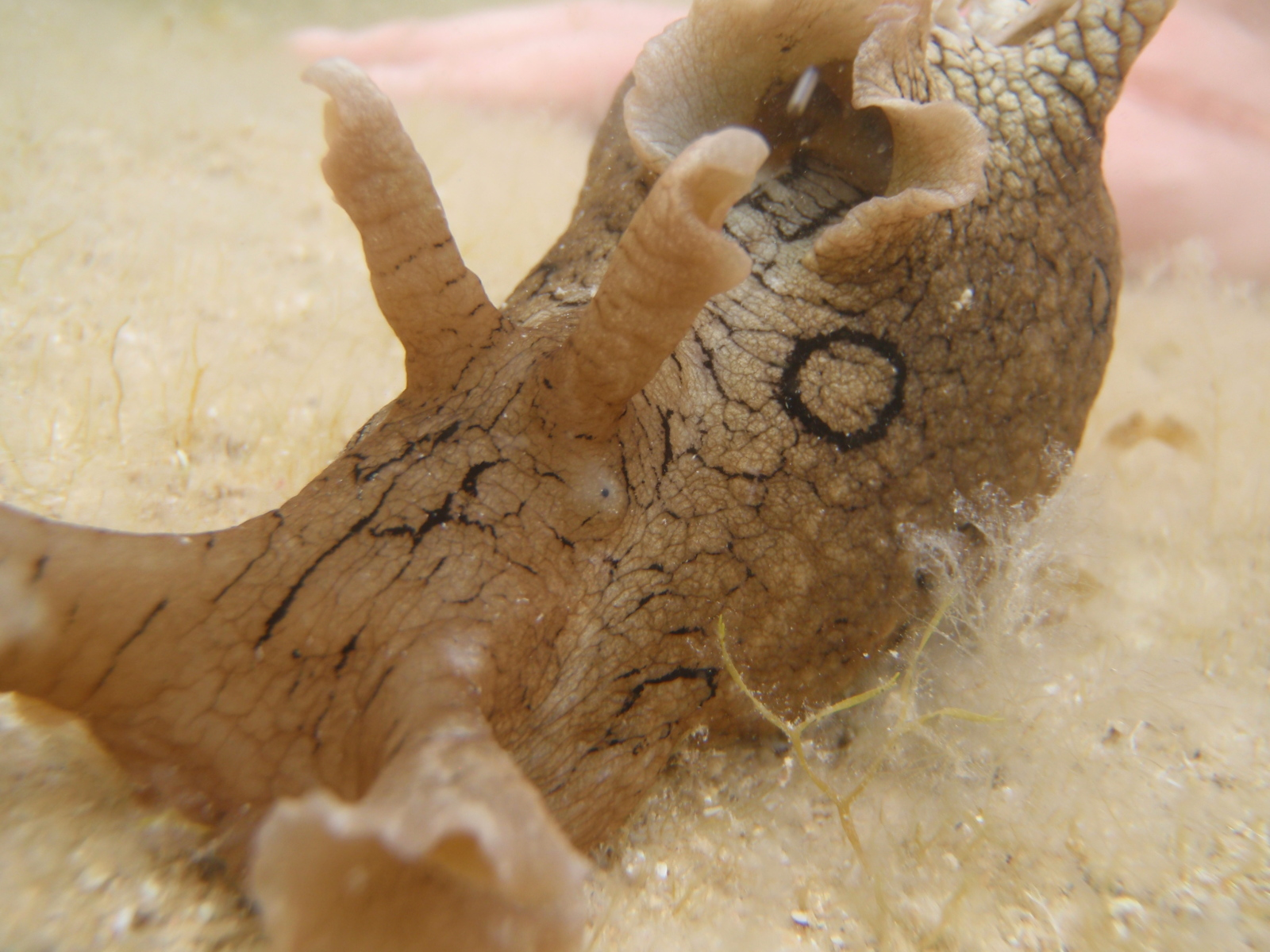
Hlava zeje karibského zblízka

Zej karibský se stavbou těla podobá ostatním druhům zejů. Barva zeje karibského je variabilní, od béžové, světle šedé až po zelenou a tmavě hnědou. Skoro vždy jsou na plášti velké černé kruhy. Největší zaznamenaná délka je 41 cm.

## Výskyt
Zej karibský je kosmopolitní druh, který byl nalezen v téměř všech tropických, subtropických mořích a v teplých mořích mírného pásu. Žije rovněž ve Středozemním moři, kde byl poprvé spatřen v roce 2002 a usadil se zde zřejmě kvůli růstu teploty.
Na základě genetických důkazů je nyní populace z indo-pacifické oblasti uznávána jako samostatný druh, Aplysia argus. To omezuje areál zeje karibského na oblast Atlantského oceánu, včetně Karibiku a Středomoří. Vzhled obou druhů je velmi podobný, ale Aplysia argus je barevně a vzorově pestřejší.
Zej karibský se běžně vyskytuje v mělkých mořských vodách, přílivových tůních a na skalnatých a písčitých substrátech. Přes den se většinou schovává pod velkými kameny a ve štěrbinách. Obvykle se zdržuje v relativně mělké vodě, ale byl nalezen až v hloubce 40 m.

## Chování
Zej karibský je schopen dvou základních pohybů: plavání a plazení se. Živí se převážně mořskými řasami. Podobně jako chobotnice je má zej schopnost při vyrušení a ohrožení vypouštět fialový inkoust. Jejich kožovitá kůže obsahuje toxiny, díky kterým je tento druh zeje pro většinu predátorů prakticky nepoživatelný.